# Данциж
Данциж (Данцеж, Данцир) — одна из вершин Украинских Карпат. Высота — 1850 м. Расположена на границе Ивано-Франковской и Закарпатской областей, в северо-западной части хребта Черногора, между вершинами Пожижевская (1822 м) на северо-западе и Туркул (1933 м) на юге. Западные склоны горы спускаются в урочище Озёрный. Рельеф и растительность вершины — типичные для гор Черногоры.